# Harrie Janssen
Harrie Janssen (Gendt, 1960) is een Nederlands componist, muziekpedagoog, dirigent en trombonist.

## Levensloop
Janssen werd als zevenjarige lid van Harmonie St.Caecilia Gendt, waar hij tot zijn zeventiende trompet speelde. Hij studeerde trombone, muziektheorie en Ha-Fa directie aan het ArtEZ Conservatorium te Arnhem. Hij was betrokken bij de oprichting van het Melomaan Ensemble en in de periode 1981-1988 artistiek leider van dit orkest. In 1987 werd hij vanuit de St. Melomaan artistiek leider en dirigentencoach van het ZomerOrkest Nederland. Van 1983 tot 1990 leidde Janssen het harmonieorkest van het conservatorium Arnhem, waaraan hij daarna verbonden bleef als docent Ha/Fa directie. Momenteel is hij werkzaam als docent muziektheorie aan het ArtEZ conservatorium te Zwolle.
Janssen dirigeert en doceert bij de Stichting voor Kunst en Cultuur Gelderland, en is werkzaam als klankregisseur bij cd-producties. Daarnaast vervaardigde hij verschillende werken in opdracht van onder meer de Marinierskapel der Koninklijke Marine, de Koninlijke Militaire Kapel "Johan Willem Friso", het "Orkest Koninklijke Marechaussee", het Fanfarekorps Koninklijke Landmacht "Bereden Wapens", het OFNK, het Fonds voor de Scheppende Toonkunst, de Provincie Gelderland, het Gelders Fanfare Orkest en het MUI. Veel van zijn werken hebben als verplicht werk gediend tijdens nationale en internationale concertwedstrijden. In 2021 won hij de Buma Blaasmuziek Award. Harrie Janssen wordt veel geprezen vanwege zijn vakkundige kennis en instrumentaties voor blaasorkest. Zijn muziek onderscheidt zich door een geheel eigen stijl die door orkesten en dirigenten wordt geprezen.
Janssen schrijft met name werken voor harmonie- en fanfareorkest; hij schrijft uitsluitend in opdracht.

## Composities

### Composities voor harmonie- en fanfareorkesten
- 1981: Tema, voor harmonieorkest
- 1991: As Sylvie was walking, voor fanfareorkest
- 1992: Last rose of Summer", voor solo-trompet en fanfareorkest
- 1993: Roman Wells, voor harmonieorkest - in opdracht van M.U.I., Arnhem
- 1996: Trioloog, voor fanfareorkest in opdracht van fanfareorkest "Ons Genoegen", Millingen a/d Rijn
- 1997: Divertimento, voor fanfareorkest - in opdracht van het N.I.B.
- 1999: Colour Harmonies, voor fanfareorkest - in opdracht van fanfareorkest "Société St. Martin Fanfare de Steijn
- 2002: De Millingerwaard, voor harmonie- of fanfareorkest - in opdracht van fanfareorkest "Ons Genoegen", Millingen aan de Rijn
- 2003: Concerto for Fanfare Band voor fanfareorkest - in opdracht van het N.I.B.
- 2004: Arcade, voor harmonie- of fanfareorkest of brassband - in opdracht van S.K.C. Gelderland
- 2004: Adventures of the Beaumé[1]
- 2005: Die Insel des zweiten Gesicht - in opdracht van het GFO met financiële ondersteuning van het "Fonds voor de Scheppende Toonkunst")
- 2006: Twilight Floats above Valley's Night, voor fanfareorkest
- 2007: Two Symfonic Interludes, harmonieorkest
- 2007: Analecta Varia, acht klankstudies voor harmonieorkest
- 2007: Voyage au Centre de la Terre, gebaseerd op een roman van Jules Verne voor fanfareorkest (in opdracht van fanfareorkest "Joost Wiersma", Eestrum)
- 2007: Voyage au Centre de la Terre, voor harmonieorkest - gebaseerd op de novel van Jules Verne
- 2008: On Chesil Beach, voor trombone en harmonie-/fanfareorkest
- 2009: The Raven, voor fanfareorkest - in opdracht van Koninklijke Fanfare Kempenbloei Achel, ter gelegenheid van het Wereld Muziek Concours te Kerkrade
- 2010: Whistle for a Penny - in opdracht van Koninklijke Fanfare Kempenbloei
- 2010: Atlantis, voor brassband - in opdracht van de NBK
- 2010: Oeroeboeroestan Ouverture - in opdracht van het Fanfareorkest Koninklijke Landmacht
- 2011: The Tempest, voor brassband - in opdracht van Soli Brass, Leeuwarden
- 2011: Four Sound studies for Fanfare Band, voor fanfareorkest
- 2012: Farewell to Arms, voor fanfareorkest - in opdracht van TKKMAR
- 2012: A Poem against War, voor sopraan en fanfareorkest - in opdracht van fanfareorkest "Psalm 150", Dinxperlo
- 2013: De Verschrikkingen van het IJs en de Duisternis, voor spreker en fanfareorkest -  in opdracht van het Gelders Fanfareorkest[2]
- 2013: Lex Paciferat, voor harmonie- of fanfareorkest in opdracht van TKKMAR
- 2013: Friendship!, voor harmonie- of fanfareorkest - in opdracht van harmonieorkest "La Fraternité", Rhienderen
- 2013: The Raven, voor harmonieorkest
- 2013: Atlas of remote Islands voor harmonieorkest - in opdracht van harmonieorkest "NLS" Klaaswaal
- 2014: Glimpses of a Life voor fanfareorkest - in opdracht van de Stichting van Houten
- 2015: Six Pieces, voor pauken solo en harmonieorkest Schumann/Janssen - in opdracht van de Marinierskapel
- 2015: Songs of Liberation, voor sopraan, gemengd koor en harmonieorkest - in opdracht van KMK/JWF, Assen
- 2015: Fanfare for Westenholte, voor fanfareorkest
- 2015: Hymns and Carols, voor fanfareorkest
- 2016: Winter Words, concertino voor trompet en fanfareorkest - in opdracht van fanfareorkest Oranje, Minnertsga
- 2016: Pater Noster, voor gemengd koor - in opdracht van Toonkunst, Zutphen
- 2016: Hymns and Carols, voor harmonieorkest
- 2016: Winter Words, concertino voor trompet en harmonieorkest'
- 2016: Goeree-Overflakkee, voor spreker en fanfareorkest - in opdracht van fanfareorkest De Hoop, Stellendam
- 2016: Remembrance, voor fanfareorkest - in opdracht van TKKMAR
- 2017: Rounded with a Sleep, voor fanfareorkest - in opdracht van het Gelders Fanfareorkest
- 2017: Shapes, voor fanfareorkest - in opdracht van de gemeente Smallingerland ter gelegenheid van de ONFK 2018
- 2017: Time Journey for Wind Band - voor spreekstem en harmonieorkest - in opdracht van de Marinierskapel der Koninklijke Marine
- 2018: Shapes, Windband
- 2018: A Time there was, Windband
- 2018: Northern Anniversary, voor fanfareorkest - in opdracht van fanfareorkest Joost Wiersma, Eestrum
- 2018: A Poem against War, Windband
- 2018: Northern Anniversary, Windband
- 2019: Summer Sketches, Concerto for Horn and Fanfare Band - in opdracht van Tijmen Botma
- 2020: The Wild Hare, een bevrijdingsverhaal i.s.m Frans Limburg (tekst) - in opdracht van OBK, Well
- 2020: Farewell to Arms, voor Harmonieorkest - in opdracht van "de Gidsen" (België)
- 2021: Chasing Light, voor Fanfareorkest - in opdracht van "Koninklijke Stadsfanfaren" Izegem
- 2021: Pictures of a Village, Suite for Windband - in opdracht van muziekvereniging "Voorwaarts", Zwartsluis
- 2022: De Verschrikkingen van het Ijs en de Duisternis - Harmonieorkest versie in opdracht van K.H.O
- 2022: A Tribute to IMMS Holland Ha/Fa/Bra - in opdracht van IMMS Holland
- 2022: T.T.T. Quick March Ha/Fa
- 2022: Chasing Light - Windband
- 2023: Elegy to Victims of War - Fanfare Band in opdracht van "Orkest Koninklijke Marechaussee"
- 2023: Elegy to Victims of War - Windband

### Kamermuziek
- 1982: Saxofoonkwartet
- 2000: Variations & Fugue on a song by John Dowland", voor tenortuba
- 2005: Sonate, voor fagot
- 2014: Supra Urba, voor 16 trompetten en 12 hoorns - in opdracht van de Koninklijke Landmacht

### Pedagogische werken
- 2000: 4 Etudes, voor Bastrombone

## Publicaties
- Handboek instrumenteren voor blaasorkest, Amsterdam : MuziekGroep Nederland, 2004. 60 p., ISBN 978-9-043-12052-4
- samen met Gert Bomhof, Nieneke Elsenaar: RIM repertoirelijsten - Deel. 12, - repertoire-advieslijst met circa 600 titels, Utrecht: Repertoire Informatiecentrum Muziek 1991. 70 p.
- samen met Maddie Starreveld-Bartels, Astrid in ʹt Veld: RIM repertoirelijsten - Deel 7, Strijkorkest, Utrecht: Repertoire Informatiecentrum Muziek 1990. 141 p.
- De Ontwikkeling van de Instrumentatie en de Bezetting van het Blaasorkest (1900 - 1950), Utrecht: Repertoire Informatiecentrum Muziek.
- De Ontwikkeling van de Instrumentatie en de Bezetting van het Blaasorkest (1950 - 1980), Utrecht: Repertoire Informatiecentrum Muziek.
- De Ontwikkeling van de Instrumentatie en de Bezetting van het Blaasorkest (1980 - 2000), Utrecht: Repertoire Informatiecentrum Muziek.